# 南壮一郎
南 壮一郎（みなみ そういちろう、1976年〈昭和51年〉6月15日 - ）は、日本の実業家、起業家。モルガン・スタンレーやスポーツ関連業務の起業を経て、2004年から2007年まで楽天イーグルスの創業に参画、初年度からの黒字化に貢献した。2009年に株式会社ビズリーチを起業し、現在はビジョナル株式会社代表取締役社長。2014年世界経済フォーラム「ヤング・グローバル・リーダーズ」選出、2015年日本起業家賞2015「米国ビジネス賞」受賞者。

## 来歴・人物

### 幼少期から学生時代
1976年大阪府に生まれる。幼稚園の頃は当初静岡県磐田市に住んでいたが、途中の6歳から13歳までカナダのトロントで過ごす。子供の頃からスポーツが大好きで、10歳の時から夢は大リーグの球団オーナーになることであった。帰国して磐田市に戻るが、すぐに浜松市へ転校している。中学・高校とサッカーに打ち込み、静岡県立浜松北高等学校時代にはキャプテンや静岡県西部地区選抜に選ばれている。
大学進学にあたってアメリカ留学を志し、学校には反対されながらも、両親の理解のもと自ら情報収集を進め、最終的にタフツ大学に進学した。年度当初に渡されたお金を元に株式を運用したり、サッカー部で活動したりした、生徒会評議員にも立候補・当選した。また、3年生の時には上智大学の交換留学生となり、1998年2月には長野オリンピックで通訳を経験している。
ジャック坂崎の著書に感銘していた南は、1998年頃に就職相談という形で面会する機会に恵まれる。スポーツビジネスへの思いを語るが、スポーツ業界に入る前にビジネスの土台を積むことを示唆される。1999年、数量経済学部・国際関係学部の両学部を卒業する。

### モルガンから楽天球団、放浪時代
大学卒業後、モルガン・スタンレー証券東京支社に入社。投資銀行部でM&Aアドバイザリー業務をこなす。後年、ここでの経験が社会人・ビジネスマンとしての土台となったと語っている。その後、香港・PCCWグループの日本支社の立ち上げに参画する。
2002年の日韓ワールドカップで日本代表のワールドカップ初勝利を目撃したことから、とにかくスポーツに携わる仕事がしたいと思うようになる。2003年に退職した後、フットサル場の管理やテニス大会の通訳などをこなす。カルチュア・コンビニエンス・クラブの仕事を手伝った縁で、増田宗昭の紹介により三木谷浩史と出会う。2004年9月、三木谷に直談判し、株式会社楽天野球団の創業メンバーとなる。
球団ではチーム運営や各事業の立ち上げをサポートした後、GM補佐、ファン・エンターテイメント部長、パ・リーグ共同事業会社設立担当などを歴任し、球団事業においては不可能とされていた初年度からの黒字化成功に貢献。将来の球団社長候補と見られていたが、まだ若過ぎたことから一度外に出ることを提言される。2007年に楽天を退社し、1年間ほど世界を旅する。

### ビズリーチの起業
世界旅行の後、転職活動を開始。しかし、助言してくれるヘッドハンターの意見が食い違うことから、現状の求職者と求人側のミスマッチを実感する。これが契機となって、仲間7名で株式会社ビズリーチを設立し、2009年4月、管理職・グローバル人材に特化した会員制転職サイト「ビズリーチ」を開設する。
2010年8月にはビズリーチ社内でセレクト・アウトレット型ECサイト「LUXA（ルクサ）」を立ち上げ、同年10月に株式会社ルクサとして分社化。さらに2012年10月、シンガポールを拠点とするビズリーチのアジア版「RegionUP（リージョンアップ）」を開設し、2015年には企業も求職者も無料で利用できるクラウド型採用サービス「スタンバイ」を開始している。
ジュビロ磐田のアドバイザーを務めており、2015年には起業家を扱った書籍で取り上げられた。また、2014年には世界経済フォーラムの「ヤング・グローバル・リーダーズ」に選出され、2016年に年次総会（World Economic Forum Annual Meeting 2016、通称「ダボス会議」）に出席している。
2017年7月に結婚し、結婚式では岩瀬大輔が司会を務めた。

### Visionalグループの設立
株式会社ビズリーチは、2020年2月にグループ経営体制へ移行し、Visionalグループが設立された。それに伴い、株式会社ビズリーチの代表取締役社長を退き、グループ経営を支えるホールディングカンパニーとして新設されたビジョナル株式会社の代表取締役社長に就任した。主にHRテック事業やクラウド事業を担う株式会社ビズリーチは、ビジョナル株式会社の完全子会社となった。同時に、新設分割を用いて、株式会社ビズリーチ内の新規事業開発を担う組織であるインキュベーションカンパニーをビジョナル・インキュベーション株式会社として分社化し、ビジョナル株式会社の完全子会社とした。2022年8月の組織再編により、サイバーセキュリティ領域の事業を展開する株式会社アシュアード、BtoBマッチング支援プラットフォームを展開する株式会社ビズヒントが新たに設立された。
2023年4月19日、アメリカ合衆国メジャーリーグベースボールの名門たるニューヨーク・ヤンキースに部分オーナーとして参画することが発表された。

## 略歴
- 1995年 - 静岡県立浜松北高等学校卒業[11]
- 1999年 - タフツ大学卒業、モルガン・スタンレー東京支社
- 2002年 - 香港・PCCWグループ日本支社
- 2004年 - 東北楽天ゴールデンイーグルス（2007年退職）
- 2009年 - 株式会社ビズリーチ代表取締役社長
- 2010年 - 株式会社ルクサ代表取締役
- 2020年 - ビジョナル株式株式会社　代表取締役社長
- 2023年 - ニューヨーク・ヤンキース部分オーナー[24][25][26][27]
- 2024年 - 公益財団法人「農村更生協会」理事長[28]

## 受賞歴
- 2014年 - 世界経済フォーラム（ダボス会議）のYoung Global Leadersの1人に選出[17][5][6]
- 2015年 - 「日本起業家賞2015（The Entrepreneur Awards Japan 2015）」において、在日米国商工会議所・米国大使館「米国ビジネス賞（U.S. Business Award）」を受賞[5][注釈 4]

## テレビ番組
- 日経スペシャル カンブリア宮殿 「大転職時代」の火付け役 ビズリーチの衝撃（2023年2月9日、テレビ東京）- ビジョナル社長として出演[29]。

## 著作

### 著書
- 『絶対ブレない「軸」のつくり方』（2010年12月9日、ダイヤモンド社）ISBN 4478015082
- 『ともに戦える「仲間」のつくり方』（2013年3月29日、ダイヤモンド社）ISBN 4478017727
- エンターテインメント・ロイヤーズ・ネットワーク 編「第3編第2章Ⅰ楽天イーグルスの取組み」『スポーツ法務の最前線 ―ビジネスと法の統合―』民事法研究会、2015年6月6日、211-218頁。ISBN 9784865560213。（分担執筆）[30]

### 連載
- 麻倉真弓、南壮一郎.“人材採用塾〜理想の社員は自分で探す〜”. 日経ビジネスオンライン. 2016年9月18日閲覧。
- 南壮一郎. “経営請負人の時代 社外から登用された社長&役員インタビュー”. DIAMOND Online. 2016年9月18日閲覧。